# MaYDuo

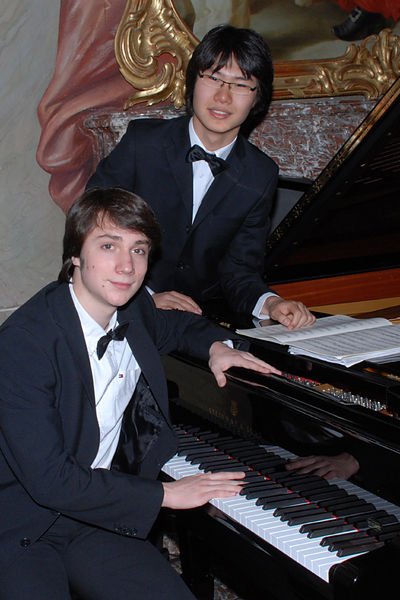
MaYDuo

Das  MaYDuo ist ein Klavierduo, bestehend aus den beiden Kölner Pianisten Mark Kantorovic und Yuhao Guo.

## Geschichte
Das Klavierduo MaYDuo wurde im Sommer 2005 in Köln gegründet und bis 2007 von Carola Köhler (Rheinische Musikschule Köln) betreut.
Die beiden Pianisten Mark Kantorovic (* 1992) und Yuhao Guo (* 1992) sind Jungstudierende der Hochschule für Musik und Tanz Köln, wo sie Unterricht bei Anthony Spiri, Nina Tichman und Arbo Valdma erhalten. 2009 erhielt das Duo ein Stipendium für einen internationalen Meisterkurs in Heek (Nordrhein-Westfalen) bei Anthony Spiri und Dirk Mommertz und 2010 ein Stipendium für einen internationalen Meisterkurs in Montepulciano/Italien bei Anthony Spiri.
Das MaYDuo debütierte 2010 in der Philharmonie Essen, dort eröffnete es die Spielzeit 2010/2011 mit einem Duoabend. Es trat des Weiteren in der Kölner Philharmonie, der Tonhalle Düsseldorf, dem Gürzenich Köln und der Konzerthalle Frankfurt (Oder) auf. Hinzu kommen Auftritte in Polen und Italien.
Im Herbst 2009 spielte es mit dem Brandenburgischen Staatsorchester Frankfurt (Oder) unter dem Chefdirigenten Howard Griffiths zwei Konzerte in Brandenburg.
Außerdem spielte das Duo im Rahmen des Preisträgerkonzertes des Klassikpreises der Stadt Münster und des WDR im Erbdrostenhof Münster, wo das Konzert vom Radiosender WDR 3 aufgezeichnet und gesendet wurde.

## Preise
- 2006 – 2. Preis Bundeswettbewerb „Jugend musiziert“ in Freiburg im Breisgau
- 2009 – 1. Preis mit Höchstpunktzahl Bundeswettbewerb „Jugend musiziert“ in Essen
- 2009 – Gewinner des Klassikpreises der Stadt Münster und des WDR

## Diskografie
Im Oktober 2010 erschien die erste CD des Klavierduos unter dem Namen MaYDuo – Klavierduo beim Label HVB-Ton. Gespielt werden Werke von Mozart, Rachmaninoff, Milhaud, Gershwin und Guo.

## „Unschuldig im Konzert?“ – Eine musikalisch-literarische „Tragödie“
2010 schrieb das Klavierduo mit Hilfe von Ute Hasenauer ein Theaterstück, das das Leben eines Jugendlichen zeigt, der keinen Zugang zu klassischer Musik hat, aber von seiner Großmutter in ein Konzert eines Klavierduos gezwungen wird und dort eine Reihe an Dingen falsch macht.
Es soll Kindern, Jugendlichen, aber auch Erwachsenen auf unterhaltsame Weise die klassische Musik näherbringen.
Unschuldig im Konzert wurde bisher zweimal aufgeführt.